# Orasso
Orasso (Uress in lombardo) è una frazione di 56 abitanti del comune italiano di Valle Cannobina in provincia del Verbano-Cusio-Ossola, in Piemonte. Fino al 26 gennaio 1928 è stato un comune autonomo.

## Geografia fisica
È il centro abitato più antico della Valle Cannobina. Si trova sul versante sud del Monte Torriggia ed è dominato dal Monte Gridone, a poca distanza dal torrente Cannobino. Il paese conserva ancora i caratteri dell’edilizia alpina e presenta un centro storico con alcuni edifici di pregio medievali.

## Storia

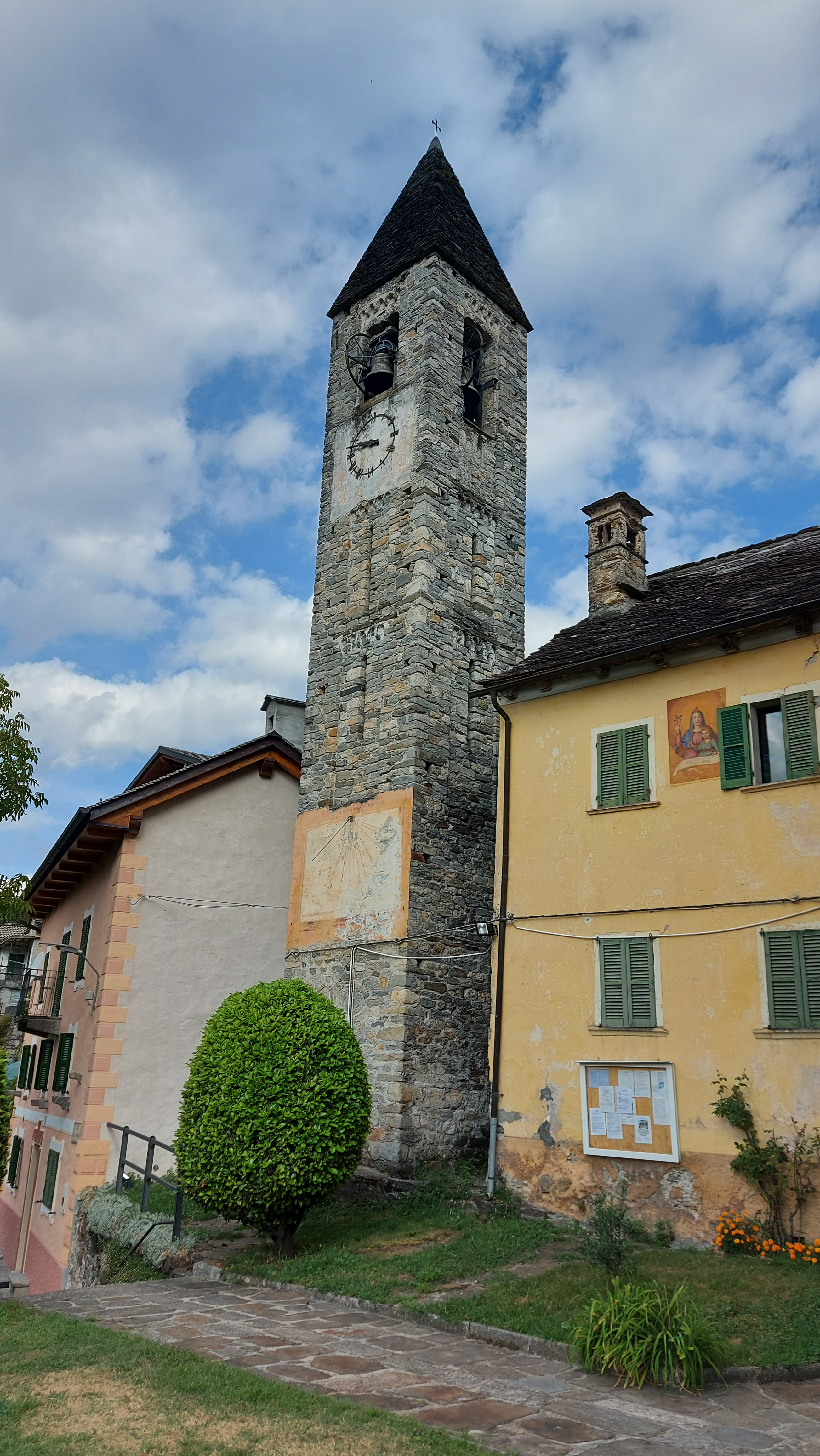
Campanile della chiesa di San Materno

Orasso è il più antico centro religioso della Valle Cannobina: le prime notizie di funzioni religiose da parte di canonici di Cannobio risalgono all'anno 1000. L'origine del nome Orasso si fa risalire ad "Oratio", orazione, preghiera, proprio per il fatto che qui vi confluivano le popolazioni di tutta la valle per le celebrazioni. Nel 1335 venne nominato il primo cappellano con residenza stabile ad Orasso, per evitare ai canonici di Cannobio il faticoso viaggio fino al paese. I documenti mostrano che almeno dal 1489 Orasso era sede di una parrocchia autonoma, staccatasi dalla matrice di San Vittore a Cannobio, e che controllava tutti gli altri centri della valle.
Da Orasso di staccheranno nel 1569 la parrocchia di Falmenta-Gurro, nel 1615 la parrocchia di Spoccia e nel 1620 la parrocchia di Cursolo.
Dopo il passaggio dalla diocesi di Milano a quella di Novara nel 1817, Orasso iniziò a seguire il rito romano. Tuttavia, in occasione nel sinodo diocesano del 1990, è stato ripristinato integralmente il rito ambrosiano in tutte le parrocchie della vecchia pieve di Cannobio.
Nel 1986 la parrocchia di Orasso venne nuovamente riunita a Cursolo.
Il comune di Orasso, fino ad allora mantenutosi autonomo, il 26 gennaio 1928 venne fuso a Cursolo, costituendo il comune di Cursolo-Orasso. Il municipio venne posto inizialmente all'Airetta e successivamente spostato a Cursolo. Il 1º gennaio 2019 Cursolo-Orasso si è fuso con i comuni di Falmenta e Cavaglio-Spoccia per dare vita al comune di Valle Cannobina.

## Monumenti e luoghi d'interesse

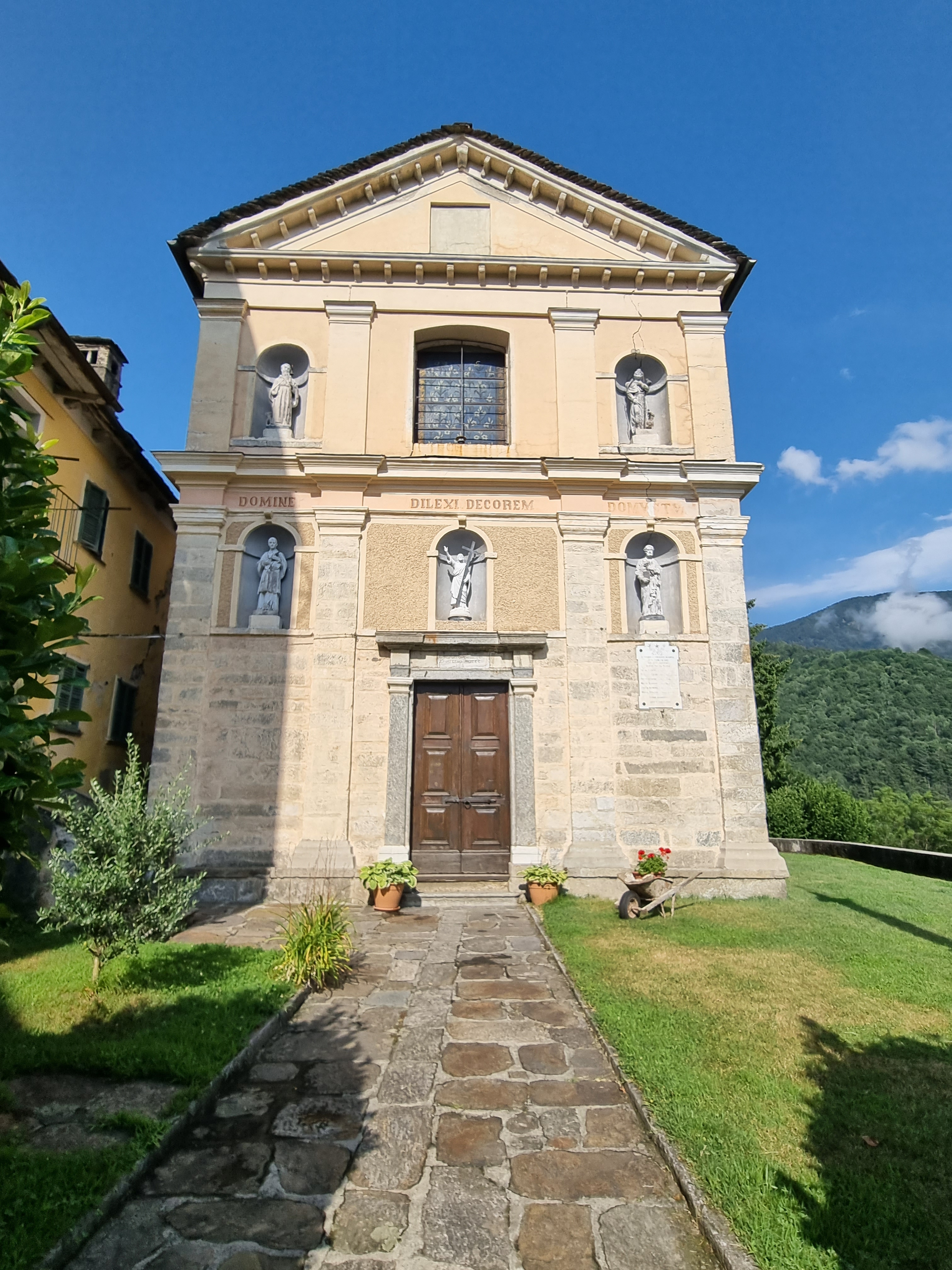
Chiesa di San Materno
La chiesa originaria, la più antica della valle, di impianto romanico, corrisponde all'attuale sacrestia della chiesa di San Materno e risale al XII sec. La sacrestia ha subito un intervento di restauro, che nel 2022 ha permesso di recuperare il dipinto di un San Cristoforo e gli affreschi del sottarco, con medaglioni con le figure dei profeti.
La chiesa parrocchiale che oggi possiamo ammirare fu edificata 1676 in forme barocche. Degno di nota è il grandioso altare ligneo, opera degli intagliatori Giorgio de Bernardi e Giulio Gualio, realizzato intorno al 1676.
La torre campanaria, pregevole esempio di stile romanico, si eleva sul sagrato antistante la chiesa.

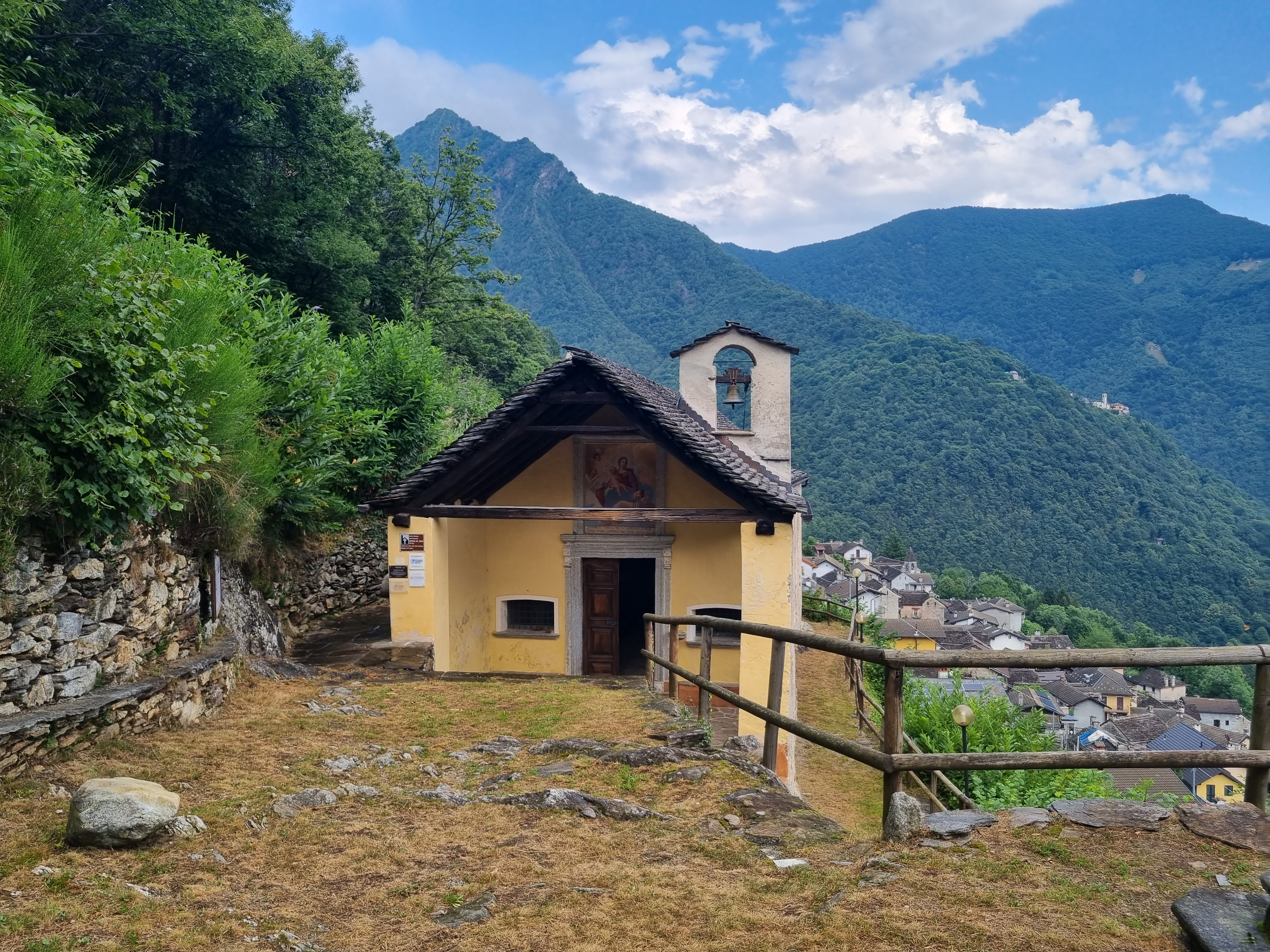
Oratorio della Madonna del Sasso

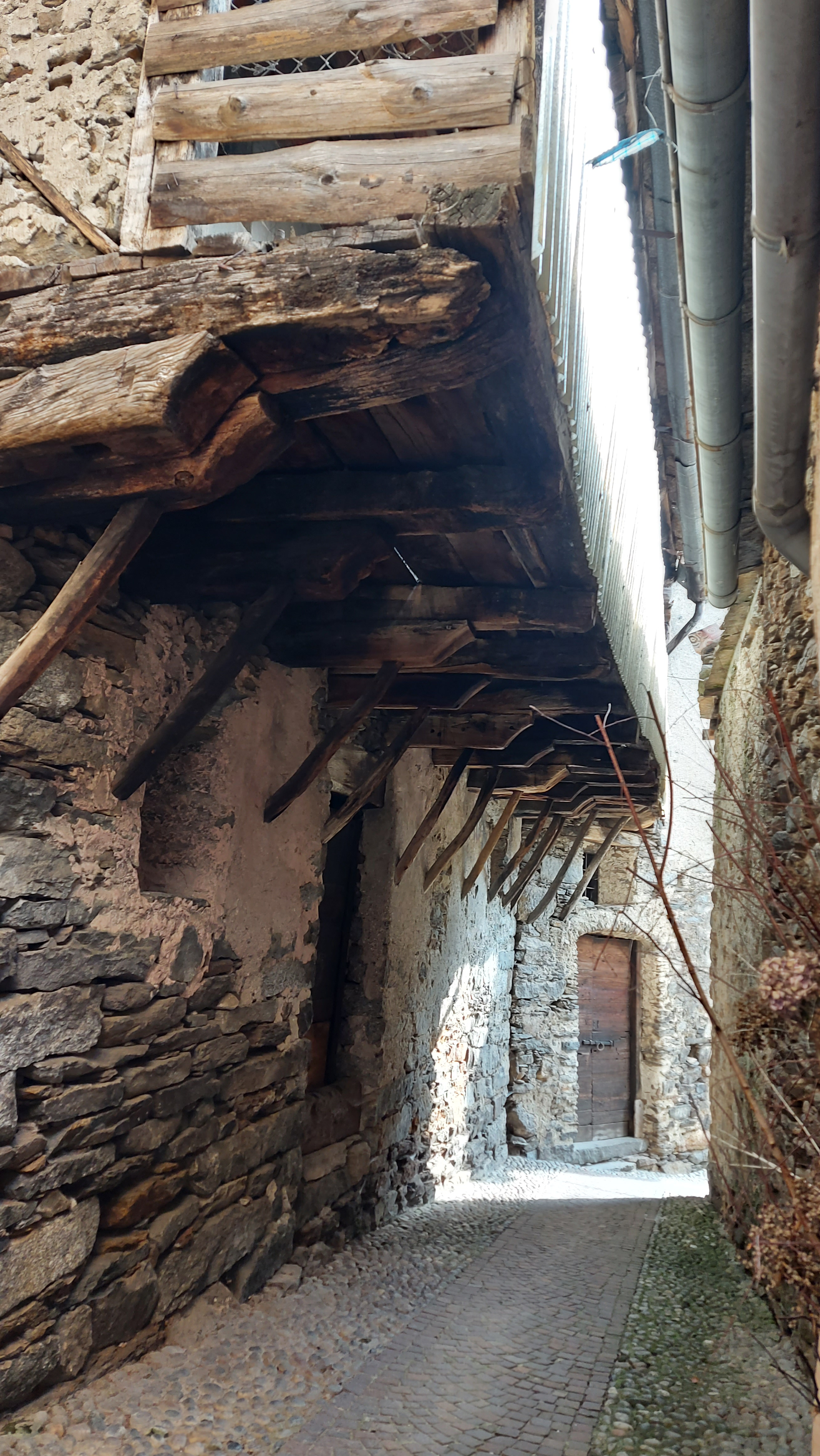
Ca' dul Vécc' nel centro storico di Orasso

Nata come semplice cappella devozionale, fu fatta ampliare dal Carlo Borromeo durante la sua visita pastorale nel 1574 per farne un vero e proprio oratorio. All'interno sono conservati affreschi di Antonio da Tradate e Francesco Balconi.

## Società

### Evoluzione demografica
Abitanti censiti nel centro abitato di Orasso (fino al 1971 coincidenti con gli abitanti residenti nell'omonimo ex comune, poi frazione).